# Leichtathletik-Zentralamerika- und Karibikmeisterschaften
Die Leichtathletik-Zentralamerika- und Karibikmeisterschaften (oder auch CAC Championships) sind kontinentale Leichtathletikwettkämpfe, die von der Central American and Caribbean Athletic Confederation (CACAC) im (bis auf 2008) Zweijahresrhythmus veranstaltet werden. Die ersten Meisterschaften fanden vom 5. bis 7. Mai 1967 in der mexikanischen Stadt Xalapa statt. 
Die Leichtathletik-Zentralamerika- und Karibikmeisterschaften sollten nicht mit den Leichtathletik-Nordamerika-Zentralamerika- und Karibikmeisterschaften (NACAC Championships) verwechselt werden, die die NACAC veranstaltet.

## Veranstaltungen
| Nr. | Jahr | Stadt           | Land                    | Datum                  | Stadion                               |
| --- | ---- | --------------- | ----------------------- | ---------------------- | ------------------------------------- |
| 01. | 1967 | Xalapa          | Mexiko                  | 5. bis 7. Mai          | Estadio Heriberto Jara Corona         |
| 02. | 1969 | Havanna         | Kuba                    | 17. bis 19. August     | Estadio Juan Abrantes                 |
| 03. | 1971 | Kingston        | Jamaika                 | 14. bis 17. Juli       | Jamaika-Nationalstadion               |
| 04. | 1973 | Maracaibo       | Venezuela               | 26. bis 29. Juli       | Estadio José Encarnación Romero       |
| 05. | 1975 | Ponce           | Puerto Rico             | 6. bis 10. August      | Estadio Francisco Montaner            |
| 06. | 1977 | Xalapa          | Mexiko                  | 5. bis 7. August       | Estadio Heriberto Jara Corona         |
| 07. | 1979 | Guadalajara     | Mexiko                  | 15. bis 17. Juni       | Estadio Revolución Mexicana de Tonolá |
| 08. | 1981 | Santo Domingo   | Dominikanische Republik | 10. bis 12. Juli       | Estadio Olímpico Juan Pablo Duarte    |
| 09. | 1983 | Havanna         | Kuba                    | 22. bis 24. Juli       | Estadio Pedro Marrero                 |
| 10. | 1985 | Nassau          | Bahamas                 | 25. bis 27. Juli       | Thomas A. Robinson National Stadium   |
| 11. | 1987 | Caracas         | Venezuela               | 24. bis 26. Juli       | Estadio Olímpico                      |
| 12. | 1989 | San Juan        | Puerto Rico             | 27. bis 29. Juli       | Estadio Sixto Escobar                 |
| 13. | 1991 | Xalapa          | Mexiko                  | 26. bis 28. Juli       | Estadio Heriberto Jara Corona         |
| 14. | 1993 | Cali            | Kolumbien               | 30. Juli bis 1. August | Estadio Olímpico Pascual Guerrero     |
| 15. | 1995 | Guatemala-Stadt | Guatemala               | 14. bis 16. Juli       | Estadio La Pedrera                    |
| 16. | 1997 | San Juan        | Puerto Rico             | 26. bis 28. Juni       | Estadio Sixto Escobar                 |
| 17. | 1999 | Bridgetown      | Barbados                | 25. bis 27. Juni       | Barbados National Stadium             |
| 18. | 2001 | Guatemala-Stadt | Guatemala               | 20. bis 22. Juli       | Estadio Mateo Flores                  |
| 19. | 2003 | St. George’s    | Grenada                 | 4. bis 6. Juli         | Grenada National Stadium              |
| 20. | 2005 | Nassau          | Bahamas                 | 8. bis 11. Juli        | Thomas A. Robinson National Stadium   |
| 21. | 2008 | Cali            | Kolumbien               | 4. bis 6. Juli         | Estadio de Atletismo Pedro Grajales   |
| 22. | 2009 | Havanna         | Kuba                    | 3. bis 7. Juli         | Estadio Panamericano                  |
| 23. | 2011 | Mayagüez        | Puerto Rico             | 15. bis 17. Juli       | Estadio Jose Antonio Figueroa         |
| 24. | 2013 | Morelia         | Mexiko                  | 5. bis 7. Juli         | Estadio Venustiano Carranza           |